# Ljubica Oblak-Strozzi
Ljubica Oblak-Strozzi (Sarajevo, 8. travnja 1896. – New York, 23. ožujka 1981.), hrvatska operna pjevačica

## Životopis
Od 1916. do 1922. djelovala je u zagrebačkom HNK, zatim u Wroclawu, a od 1924. do 1934. godine prvakinja je opere u Berlinu. Gostovala je diljem Europe, a jedna je od najvećih interpretkinja svojeg vremena. Dramskim sopranom velike izražajnosti i vrhunskim glumačkim kreacijama ostvarila je niz uloga među kojima se posebice ističu Verdijeva Aida, Wagnerova Elizabeta, Puccinijeva Tosca i Straussova Saloma.
Bila je u braku s Titom Strozzijem, u kojemu je rođena kći koja živi u Sjedinjenim Državama i nije nastavila kazališnim putem svojih roditelja.